# Melitulias glandulata
Melitulias glandulata är en fjärilsart som beskrevs av Achille Guenée 1858. Melitulias glandulata ingår i släktet Melitulias och familjen mätare. Inga underarter finns listade i Catalogue of Life.